# Adolfo Nef
Adolfo Nef Sanhueza (ur. 18 stycznia 1946 w Locie) – piłkarz chilijski grający podczas kariery na pozycji bramkarza.

## Kariera klubowa
Karierę piłkarską Adolfo Nef rozpoczął w drugoligowym CD Lota Schwager w 1963. W 1965 przeszedł do stołecznego Universidad de Chile. Z "La U" trzykrotnie zdobył mistrzostwo Chile w 1965, 1967 i 1969. W 1973 przeszedł do lokalnego rywala CSD Colo-Colo. Z Colo-Colo zdobył mistrzostwo Chile w 1979, Puchar Chile w 1974 oraz dotarł do finału Copa Libertadores 1973, gdzie Colo-Colo uległo argentyńskiemu Independiente Avellaneda. Rok 1981 spędził w Universidad Católica, skąd na kolejne 6 lat przeszedł do Deportes Magallanes. Karierę zakończył w 1987 w San Luis Quillota, z którym spadł do drugiej ligi.

## Kariera reprezentacyjna
W reprezentacji Chile Nef zadebiutował 28 maja 1969 w zremisowanym 1-1 towarzyskim spotkaniu z Argentyną.
W 1974 roku został powołany przez selekcjonera Luisa Álamosa do kadry na Mistrzostwa Świata w RFN. Na Mundialu Nef był rezerwowym i nie wystąpił w żadnym meczu. W 1975 wziął udział w Copa América. W tym turnieju Nef wystąpił w dwóch meczach z Boliwią i Peru. Ostatni raz w reprezentacji wystąpił 15 czerwca 1977 w przegranym 2-4 towarzyskim meczu ze Szkocją. Od 1969 do 1977 roku rozegrał w kadrze narodowej 41 spotkań.